# Thatcher (Arizona)
Thatcher is een plaats (town) in de Amerikaanse staat Arizona, en valt bestuurlijk gezien onder Graham County.

## Demografie
Bij de volkstelling in 2000 werd het aantal inwoners vastgesteld op 4022.
In 2006 is het aantal inwoners door het United States Census Bureau geschat op 4257, een stijging van 235 (5,8%).

## Geografie
Volgens het United States Census Bureau beslaat de plaats een oppervlakte van
11,3 km², geheel bestaande uit land. Thatcher ligt op ongeveer 887 m boven zeeniveau.

## Plaatsen in de nabije omgeving
De onderstaande figuur toont nabijgelegen plaatsen in een straal van 56 km rond Thatcher.